# August Vilhelm Ervasti
August Vilhelm Ervasti (fram till 1876 Ervast), född 4 december 1845 i Brahestad, död 8 augusti 1900 i Helsingfors, var en finländsk etnograf och forskningsresande. 
Ervasti tog studentexamen 1863 och blev fil.kand. 1869. Han besökte Finnmarken och Vitahavskarelen och skrev om förhållandena där. När han skrev använde han ibland pseudonymen Neuter. Han tillhörde Yrjö Koskinens fennomangrupp, vars syfte var att förfinska den finländska statsstyrelsen. Han var även redaktör för tidningen Pohjois-Suomi i Uleåborg 1873–83 och aktuarie vid statistiska centralbyrån 1886–1900. 
Ervasti var farbror till Pekka Ervast. 